# Superficies reflectantes (geoingeniería)

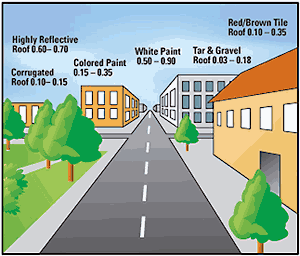
El albedo de varios tipos de techos

Las superficies reflectantes son aquellas superficies que ofrecen una alta reflectancia solar (la capacidad de reflejar las longitudes de onda visible, infrarroja y ultravioleta del sol, reduciendo la transferencia de calor a la superficie) y una alta emisión térmica (la capacidad de irradiar energía solar absorbida o no reflejada). Las superficies reflectantes son una forma de geoingeniería.

## Techos fríos
El tipo más conocido de superficie reflectante es el "techo frío". Si bien los techos fríos se asocian principalmente con techos blancos, vienen en una variedad de colores y materiales y están disponibles tanto para edificios comerciales como residenciales. Los pigmentos de techo fríos de hoy en día permiten que los productos de techo de metal tengan la calificación EnergyStar en colores oscuros, incluso en negro. 
La eficiencia del color de los techos varía según el tipo de clima. En climas subtropicales, como en Australia o Argentina, las cubiertas con láminas de acero zincado o aluminizado (generalmente ondulado o trapezoidal) reflejan la radiación solar mejor que el color blanco, mientras no envejezcan y opaquen. En el mercado de la construcción europeo predominan los techos de color más oscuro para seguir tendencias impuestas por modas del mercado.

## Usos
El uso de techos fríos permitiría mejorar la durabilidad y reducir tanto las cargas térmicas de refrigeración como el efecto isla de calor urbano.
Enfriar los techos es una alternativa eficaz para mejorar el aislamiento térmico en los climas tropicales y subtropicales húmedos. Espesores de aislamiento térmico de masa pueden ser sustituidos parcialmente por los sistemas de techado que reflejan la radiación solar y de alta emisión al cielo nocturno. Esta doble función es crucial, y se basa en el rendimiento de los materiales del techo en el espectro visible (que debe reflejarse) y del infrarrojos lejano que debe ser emitida. El problema del sistema radica en como mantener una superficie limpia y pulida y debe ser estudiada meticulosamente su adopción.
El techo frío también se puede utilizar como una técnica para reducir el calentamiento global basado en el principio de la gestión de la radiación solar, siempre que los materiales utilizados no sólo reflejen la energía solar sino que también emitan radiaciones infrarrojas. Esta técnica puede dar entre 0.01-0.19 W/m² promedio de reducción de emisiones, dependiendo de si todas las ciudades o asentamientos son tratados con este sistema. Esto es generalmente pequeño en comparación con los 3.7 W/m² positiva de obligar a una duplicación de CO2. Sin embargo, en muchos casos, se puede lograr a bajo costo o sin costo alguno, simplemente seleccionando diferentes materiales. Además, puede reducir la necesidad de aire acondicionado, lo que provoca que las emisiones de CO2 disminuyan.

## Comportamiento físico
También conocida como albedo, la reflexión solar se expresa como una fracción decimal o un porcentaje. Un valor de 0 indica que la superficie absorbe toda la radiación solar, y un valor de 1 representa el total de la reflectividad. La emisión térmica también se expresa como una fracción decimal entre 0 y 1, o un porcentaje. Una nueva forma de evaluación de la frescura relativa de un techo es el de índice de reflexión solar (SRI), que incorpora tanto la reflectancia solar y emisión en un solo valor. SRI cuantifica una superficie caliente cómo la relación con el nivel estándar de color blanco y negro. Se define de tal manera que un techo de color negro normal (0,05 reflectancia, emitancia 0,90) es de 0 y un estándar de color blanco (0,80 reflectancia, emitancia 0,90) es de 100.

## Calculadoras de energía
El cálculo de los ahorros de costes derivados de la utilización de los techos fríos se puede hacer utilizando varias herramientas desarrolladas por los organismos federales.
- Departamento de Energía, EE. UU. (DOE) Calculadora de techos fríos[3]

Esta herramienta desarrollada por el Departamento de Energía y el Laboratorio Nacional de Oak Ridge, permite estimar ahorros de refrigeración y calefacción para techos de baja pendiente.
- Energy Star Calculadora para comparación de techos[4]

Esta herramienta desarrollada por la EPA de los EE. UU., calcula los ahorros netos procedentes de la instalación de un techo con etiquetado Energy Star para la reducción de la carga térmica en aire acondicionado. Además de los ahorros de refrigeración, el programa considera los posibles diferencias en los costos de calefacción.